# Sportåret 1996

## Händelser

### Allmänt
- 30 mars - Den olympiska elden tänds i Aten då de moderna olympiska spelen firar 100 år.[1]
- 19 juli-4 augusti - Olympiska sommarspelen avgörs i Atlanta år.[1]
- 16-25 augusti - Paralympiska sommarspelen avgörs i Atlanta år.[1]

### Amerikansk fotboll
- Dallas Cowboys besegrar Pittsburgh Steelers med 27 – 17 i Super Bowl XXX  (Final för 1995.)

#### NFL:s slutspel
- I slutspelet deltar från och med 1990 12 lag. I slutspelets omgång I deltar tre Wild Cards tillsammans med den tredje-seedade divisionssegraren. Lag 3 möter lag 6 och lag 4 möter lag 5. Lagen som seedats etta och tvåa går direkt till omgång II.

##### NFC (National Football Conference)
- - Lagen seedades enligt följande
- 1 Green Bay Packers
- 2 Carolina Panthers
- 3 Dallas Cowboys
- 4 San Francisco 49ers (Wild Card)
- 5 Philadelphia Eagles (Wild Card)
- 6 Minnesota Vikings (Wild Card)
  - Omgång I (Wild Cards)
- Dallas Cowboys besegrar Minnesota Vikings med 40 – 15
- San Francisco 49ers besegrar Philadelphia Eagles med 14 – 0
  - Omgång II
- Green Bay Packers besegrar San Francisco 49ers med 25 – 14
- Carolina Panthers besegrar Dallas Cowboys med 26 - 17
  -     - Omgång III
- Green Bay Packers besegrar Carolina Panthers med 30 – 13  i NFC-finalen

##### AFC (American Football Conference)
- - Lagen seedades enligt följande
- 1 Denver Broncos
- 2 New England Patriots
- 3 Pittsburgh Steelers
- 4 Buffalo Bills (Wild Card)
- 5 Jacksonville Jaguars (Wild Card)
- 6 Indianapolis Colts (Wild Card)
  - Omgång I (Wild Cards)
- Jacksonville Jaguars besegrar Buffalo Bills 30 – 27
- Pittsburgh Steelers besegrar Indianapolis Colts 42 – 14
  - Omgång II
- New England Patriots besegrar Pittsburgh Steelers med 28 - 3
- Jacksonville Jaguars besegrar Denver Broncos med 30 – 27
  -     - Omgång III
- New England Patriots besegrar Jacksonville Jaguars med 20 - 6  i AFC-finalen

### Badminton
- 2-5 februari - Svenska mästerskapen avgörs i Borlänge.[1]
- 7-10 mars - Svenska mästerskapen avgörs i Malmö.[1]
- 13-16 mars - All England Badminton Championship spelas i Birmingham.[1]
- 14-21 april - Europamästerskapenmästerskapen spelas i Vejle.[1]

### Bandy
- 16 mars - AIK blir svenska dammästare efter finalvinst över Västerstrands AIK med 5-4 på Studenternas IP i Uppsala.[2]
- 17 mars - Västerås SK blir svenska herrmästare efter finalvinst över Sandvikens AIK med 7–3 på Studenternas IP i Uppsala.[3][4]
- 27 oktober - IF Boltic vinner World Cup i Ljusdal genom att i finalen besegra Falu BS med 6-3.[5]

### Baseboll
- 26 oktober - American League-mästarna New York Yankees vinner World Series med 4-2 i matcher över National League-mästarna Atlanta Braves.[6]

### Basket
- 16 april - New Wave Sharks, Göteborg blir svenska mästare för herrar genom att finalslå Södertälje Kings med 3-2 i matcher.[1]
- 16 juni - Chicago Bulls vinner NBA-finalserien mot Houston Rockets.[7]
- 3 augusti - USA vinner den olympiska herrturneringen i Atlanta genom att finalslå FR Jugoslavien med 95-69.[8]
- 4 augusti - USA vinner den olympiska damturneringen i Atlanta genom att finalslå Brasilien med 111-87.[9]
- Nerike Basket, Örebro blir svenska mästare för damer genom att i finalen besegra Visby AIK med 3-1 i matcher.[1]

### Bordtennis
- 2-4 februari - Jan-Ove Waldner, Sverige vinner Europa Top 12 i Charleroi.[1]
- 1-3 mars - Svenska mästerskapen avgörs i Karlskrona.[1]
- 27 april-7 maj - Sverige vinner alla titlar på herrsidan vid Europamästerskapen  i Bratislava.[1]
- Sverige segrar i lagtävlingen för herrar före Frankrike i europamästerskapen.
- Jan-Ove Waldner segrar i herrsingel efter att i finalen ha besegrat Jörgen Persson.
- Jan-Ove Waldner & Jörgen Persson segrar i herrdubbel efter att i finalen ha besegrat A. Grubba och L. Blaszczyk, Polen.

### Boxning
- 1-4 februari - Svenska mästerskapen avgörs i Stockholm.[1]
- 17 mars - Mike Tyson, USA besegrar Frank Bruno, Storbritannien i Las Vegas på 50 sekunder och återtar därmed världsmästartiteln i tungviktsboxning.[1]
- 30 mars-7 april - Amatör-Europamästerskapen avgörs i Vejle.[1]
- 9 maj - Emmet Linton, USA besegrar Roberto Welin, Sverige i Indio, Kalifornien och blir därmed WBU:s världsmästare i lätt mellanvikt.[1]
- 8 juni - George Scott, Sverige poängbesegrar Pete Taliaferro, USA i Caesars Palace i Las Vegas och behåller därmed WBU:s världsmästartitel i lättviktsboxning.[1]
- 5 november - George Scott, Sverige poängbesegrar Naas Scheepers, Sydafrika i Johannesburg och behåller därmed WBU:s världsmästartitel i lättviktsboxning.[1]
- 9 november - Evander Holyfield, USA besegrar Mike Tyson, USA i Las Vegas och vinner därmed världsmästartiteln i tungviktsboxning.[1]

### Brottning
- 23 september - 23-årige svenska brottaren Sara Eriksson från Töre blir första kvinna att tilldelas utmärkelsen Ivars guldsko.[1]
- Vid Olympiska sommarspelen 1996 erövrar Mikael Ljungberg bronsmedalj i tungvikt, grekisk-romersk stil.

### Bågskytte
- Vid Olympiska sommarspelen 1996 erövrar Magnus Petersson silvermedalj i den individuella tävlingen.

### Curling
- Kanada vinner världsmästerskapet för herrar i Hamilton före Skottland och Schweiz.[1]
- Sverige vinner världsmästerskapet för damer i Hamilton före USA och Norge.[1]
- Skottland vinner Europamästerskapet för herrar i Köpenhamn genom att finalslå Sverige med 10-3.[1]
- Tyskland vinner Europamästerskapet för damer i Köpenhamn genom att finalslå Sverige med 7-4.[1]

### Cykel
- 9 juni - Pavel Tonkov, Ryssland  vinner Giro d'Italia.[1]
- 12-17 juni - Michael Blaudzun, Danmark vinner Postgirot Open med start och mål i Stockholm.[1]
- 26-30 juni - Svenska mästerskapen i cykling avgörs i Uppsala.[1]
- 14 juli - Bjarne Riis, Danmark vinner Tour de France.[1]
- 9-13 oktober - Världsmästerskapen avgörs i Lugano.[1]
- 13 oktober - USA slår Nya Zeeland med 2-1 vid finalen i Dunhill Cup på Saint Andrews-banan i Skottland.[1]
- Johan Museeuw, Belgien vinner landsvägsloppet i VM.
- Alex Zülle, Schweiz vinner Vuelta a España

### Drakbåtspaddling

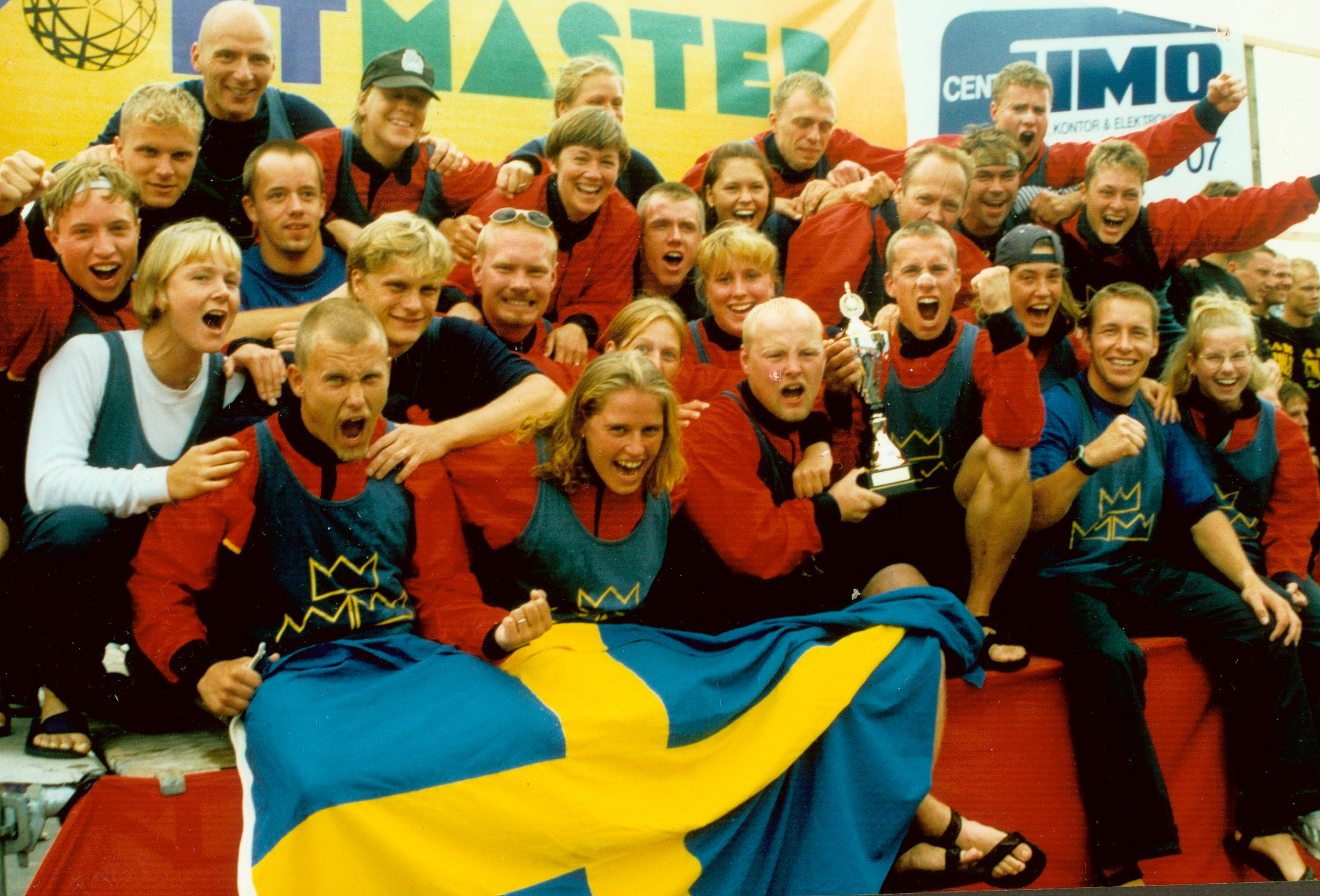
Sverige tog EM-guld i Silkeborg på 500 meter vid drakbåts-EM 1996 i Silkeborg.

- Under sommaren avgjordes drakbåts-EM för landslag 1996 i Silkeborg i Danmark. Det svenska drakbåtslandslaget tog sitt första EM-guld någonsin i 20manna mixed 500 meter, samt en rad andra medaljplaceringar under mästerskapen.

### Fotboll
- 3 februari - Sydafrika vinner afrikanska mästerskapet för herrar i Sydafrika genom att besegra Tunisien med 2–0 i finalen i Johannesburg.[10]
- 8 mars - Riksidrottsnämnden lindrar Svenska Fotbollförbundets dom mot Djurgårdens IF, bötesbeloppet sänks från 370 000 svenska kronor till 200 000 svenska kronor, och laget behöver inte spela sina två första matcher i Allsvenskan utan publik.[1]

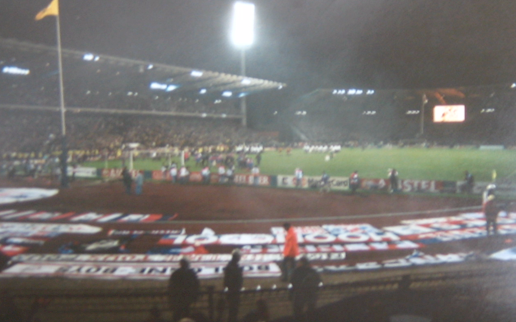
Paris Saint-Germain FC besegrar SK Rapid Wien med 1-0 i finalen i Bryssel den 8 maj, och vinner Europeiska cupvinnarcupen.

- 8 maj - Paris Saint-Germain vinner Europeiska cupvinnarcupen efter vinst med 1-0 mot SK Rapid Wien på Kung Baudouin-stadion i Bryssel.[11]
- 11 maj - Manchester United FC vinner FA-cupfinalen mot Liverpool FC med 1-0 på Wembley Stadium i London.[12]
- 15 maj - FC Bayern München vinner UEFA-cupen genom att besegra FC Girondins de Bordeaux i finalerna.[11]
- 22 maj - Juventus FC vinner UEFA Champions League genom att besegra AFC Ajax med 4–2 efter straffsparksläggning i finalen på Stadio Olimpico di Roma i Rom.[11]
- 23 maj - AIK vinner Svenska cupen för herrar genom att besegra Malmö FF med 1–0 efter Sudden death i finalen på Gamla Ullevi i Göteborg.[13].
- 30 juni - Tyskland blir Europamästare för herrar i England genom att besegra Tjeckien med 2–1 efter förlängning i finalen på Wembley Stadium i London.[14]
- 1 augusti - USA vinner damernas olympiska turnering genom att finalbesegra Kina med 2-1 i Athens.[15]
- 3 augusti - Nigeria vinner herrarns olympiska turnering genom att finalbesegra Argentina med 3-2 i Athens.[16]
- 22 september – Älvsjö AIK vinner Svenska cupen för damer genom att finalslå Bälinge IF med 2-1 i Täby.[17][1]
- 13 november - Andorra spelar sin första herrlandskamp i fotboll, och förlorar med 1-6 mot Estland i Andorra la Vella.[18]
- 21 december  - Saudiarabien tar i Förenade Arabemiraten sin tredje titel i asiatiska mästerskapet för herrar, genom att besegra Förenade Arabemiraten med 4–2 efter straffsparksläggning i finalen i Abu Dhabi.[19]
- Okänt datum – Matthias Sammer, Tyskland, utses till Årets spelare i Europa.
- Okänt datum – José Luis Chilavert, Paraguay, utses till Årets spelare i Sydamerika.
- Okänt datum – Nwankwo Kanu, Nigeria, utses till Årets spelare i Afrika.
- Okänt datum – Khodadad Azizi, Iran, utses till Årets spelare i Asien.
- Okänt datum – Paul Okon, Australien, utses till Årets spelare i Oceanien.
- Okänt datum – Ronaldo Luís Nazário de Lima, Brasilien, utses till Världens bästa fotbollsspelare.

#### Ligasegrare / resp. lands mästare
- Belgien - Club Brugge
- England - Manchester United FC
- Frankrike - AJ Auxerre
- Italien - AC Milan
- Nederländerna – AFC Ajax
- Skottland - Rangers FC
- Portugal – FC Porto
- Spanien - Club Atlético de Madrid
- Sverige - IFK Göteborg (herrar) Älvsjö AIK (damer)
- Tyskland - BV Borussia 09 Dortmund

### Friidrott
- 7-10 mars - Inomhus-Europamästerskapen avgörs i Stockholm.[1]
- 1 juni
  - Patrik Sternius noterar nytt svenskt rekord på 100 meter löpning för herrar då han klockas för tiden 10.21 sekunder vid Europacuptävlingar i Madrid.[1]
  - Tesfaye Bekele, Etiopien vinner herrklassen i Stockholm Marathon medan Grete Kirkeberg, Norge vinner damklassen.[1]
- 9 juni - Peter Karlsson noterar nytt svenskt rekord på 100 meter löpning för herrar då han klockas för tiden 10.18 sekunder vid tävlingar i Cottbus.[1]
- 12 juni - Peter Karlsson springer 100 meter löpning för herrar på tiden 9.98 sekunder vid tävlingar i Duisburg, men vinden blåser otillåtet starkt för att det skall kunna bli svenskt rekord.[1]
- 23 juni - USA:s Michael Johnson noterar världsrekord på 200 meter löpning för herrar vid tävlingar i Atlanda, där hon klockas på 19.66 sekunder, och därmed raderar ut italienaren Pietro Menneas rekord på 19.72 sekunder, noterat i Mexico City den *9-11 augusti - Svenska mästerskapen avgörs i Mölndal.[1]
- 23-25 augusti - Finnkampen avgörs på Helsingfors Olympiastadion. Sverige vinner herrkampen med 205.5-202.5, och Finland vinner damkampen med 215-173.[1]
- 6 oktober - William Musyoki, Kenya vinner herrklassen medan Sara Wedlund, Sverige vinner damklassen vid Lidingöloppet.[1]
- 31 december - Paul Tergat, Kenya vinner herrklassen och Roseli Machado, Brasilien vinner damklassen vid Sylvesterloppet i São Paulo.[20]
- Vid olympiska sommarspelen 1996 erövrar Ludmila Engquist guldmedalj i 100 m häck.
- Moses Tanui, Kenya vinner herrklassen vid Boston Marathon.[21] medan Uta Pippig, Tyskland vinner damklassen.[22]

### Golf

#### Herrar
- 1-4 augusti - 23-årige Lee Westwood, Storbritannien vinner Scandinavian Masters på Forsgårdens GK utanför Kungsbacka.[1]
- 20-22 september - USA slår Europa med 17-11 i Chepstow och vinner därmed Solheim Cup.[1]
- Mest vunna prispengar på PGA-touren:  Tom Lehman, USA med 1 780 159$
- Mest vunna prispengar på Champions Tour (Senior-touren): Jim Colbert, USA med 1 627 890$

##### Majorstävlingar
- 11-14 april - Nick Faldo vinner US Masters efter att ledaren inför den sista rundan, Greg Norman, tappat 6 slag.[1]
- 18-21 juli - Tom Lehman, USA vinner British Open på Royal Lytham/Saint Anne.[1]
- Majorsegrare, herrar:
- The Masters - Nick Faldo, England
- US Open - Steve Jones, USA
- PGA Championship - Mark Brooks, USA

#### Damer
- 15-18 augusti - Emilee Klein, USA vinner British Open i Wolburn före Penny Hammel, USA och Amy Alcott, USA.[1]
- Mest vunna prispengar på LPGA-touren: Karrie Webb, Australien med 1 002 000$

##### Majorstävlingar
- 30 maj-2 juni - Annika Sörenstam, Sverige vinner US Womens Open på Pine Needles-banan i North Carolina.[1]
- Kraft Nabisco Championship - Patty Sheehan, USA
- LPGA Championship - Laura Davies, England
- Du Maurier Classic - Laura Davies, England

### Gymnastik
- Lisen Heijbel (född Wennerholm), STG, vinner SM i artistisk gymnastik för damer, mångkamp.

### Handboll
- 14 januari - Sverige vinner World Cup genom att finalslå Ryssland med 23-21 i Västerås medan Frankrike slår Egypten med 30-21-matchen om tredje pris på samma ort.[23]
- 14 april - Redbergslids IK blir svenska herrmästare.[1]
- 25 april - Sävsjö HK blir svenska dammästare.[1]
- 1 juni - Ryssland blir Europamästare för herrar genom att finalbesegra Spanien i Sevilla med 23–22.[24]
- 3 augusti - Danmark vinner den olympiska damfinalen i Atlanta mot Sydkorea med 37-34.[25]
- 4 augusti - Kroatien vinner den olympiska herrfinalen i Atlanta mot Sverige med 27-26.[26]
- 14 december - Danmark blir Europamästare för damer genom att finalbesegra Norge med 25–23 i Herning.[27]

### Hastighetsåkning på skridskor
- 19-21 januari - Rintje Ritsma, Nederländerna blir herr-Europamästare i Heerenveen medan Gunde Nienmann, Tyskland vinner damtävlingen.[1]
- 2-4 februari - Rintje Ritsma, Nederländerna blir herrvärldsmästare i Inzell medan Gunde Nienmann, Tyskland vinner damtävlingen.[1]

### Hästsport

#### Hästhoppning
- 4-8 april - Världscupen i hästhoppning avslutas i Scandinavium i Göteborg.[1]

#### Travsport
- 28 januari - Franska hästar lägger beslag på de tre första platserna travtävlingen Prix d'Amerique i Paris.[1]
- 26 maj - Franska hästen Coktail Jet med Jean-Étienne Dubois i sulkyn vinner Elitloppet på Solvalla travbana.[1]
- 1 september - Hästen Drewgi med Åke Svanstedt i sulkyn vinner Svenskt travderby på Jägersro trav- och galoppbana.[1]

### Innebandy
- 26 april - Hagsätra IBK blir svenska mästare för damer genom att besegra Växjö Östra IK med 2–0 i matcher i finalserien.[28]
- 28 april - Balrog IK blir svenska mästare för herrar genom att besegra IBF NB 87 med 2–1 i matcher i finalserien.[29]
- 18 maj - Sverige vinner världsmästerskapet för herrar i Sverige, genom att besegra Finland med 5–0 i finalen i Globen i Stockholm. Norge tar brons.[30]

### Ishockey
- 5 januari - Kanada vinner juniorvärldsmästerskapet i Boston, Amherst och Marlborough genom att finalslå Sverige med 4-1.[31]
- 11 februari - Sverige vinner Sweden Hockey Games i Stockholm före Tjeckien och Kanada.[32]
- 29 mars - Sverige vinner Europamästerskapet för damer som spelas i Jaroslavl, Ryssland. Ryssland kommer tvåa och Finland trea.[33]
- 6 april
  - Kanada vinner Stillahavsmästerskapet för damer i Richmond, British genom att finalslå USA med 4-1.[34]
  - Luleå HF blir svenska herrmästare efter slutspelsvinst över Västra Frölunda HC med 3 matcher mot 1.[35]
- 2 maj - Singapore inträder i IIHF.[36]
- 5 maj - Tjeckien blir herrvärldsmästare i Wien genom att i finalen besegra Kanada. USA vinner tredje pris.[37]
- 10 juni - Stanley Cup vinns av Colorado Avalanche som besegrar Florida Panthers med 4 matcher mot 0 i slutspelet.[38]
- 14 september - USA besegrar Kanada med 5-2 i Montréal under avgörande matchen i World Cup-finalserien.[39]
- 17 september - Svensken Börje Salming väljs som förste europé in i Hockey Hall of Fame.[1]
- 26 september - Irland inträder i IIHF.[40]
- 10 november - Finland vinner Karjala Tournament i Helsingfors före Sverige och Ryssland.[41]
- 22 december - Sverige vinner Izvestijaturneringen i Moskva före Ryssland och Finland.[41]
- 30 december - HK Lada Toljatti, Ryssland vinner Europacupen genom att finalslå Modo HK, Sverige med 4-3 i sudden death i Düsseldorf.[42]

### Kanot
- Vid olympiska sommarspelen 1996 erövrar
  - Sveriges Agneta Andersson och Susanne Gunnarsson guldmedalj i K2 500 m, damer **Agneta Andersson, Ingela Ericsson, Anna Olsson & Susanne Rosenqvist bronsmedalj i K4 500 m, damer. Agneta Andersson och Susanne Gunnarsson får Svenska Dagbladets guldmedalj den 27 november 1996.[1]

### Konståkning
- 22-28 januari - Europamästerskapen avgörs i Sofia.[1]
- 19-24 mars - Världsmästerskapen avgörs i Edmonton.[1]

#### VM
- Herrar – Todd Eldridge, USA
- Damer – Michelle Kwan, USA
- Paråkning – Marina Eltsova & Andrej Busjkov, Ryssland
- Isdans – Oksana Grisjuk & Jevgenij Platov, Ryssland

#### EM
- Herrar – Vjatjeslav Zagorodjuk, Ukraina
- Damer – Irina Slutskaja, Ryssland
- Paråkning – Oksana Kazakova & Artur Dmitrijev, Ryssland
- Isdans – Oksana Grisjuk & Jevgenij Platov, Ryssland

### Motorsport

#### Enduro
- Peter Jansson, Sverige blir världsmästare i 500cc-klassen, fyrtakt på en Husaberg.
- Anders Eriksson, Sverige blir världsmästare i 350cc-klassen, fyrtakt på en Husqvarna.

#### Formel 1
- 13 oktober - Världsmästare blir Damon Hill, Storbritannien genom att säkra titeln vid Japans Grand Prix.[1]

#### Rally
- 6 november - Tommi Mäkinen, Finland vinner rally-VM.

#### Sportvagnsracing
- 15-16 juni - Manuel Reuter, Davy Jones och Alexander Wurz vinner Le Mans 24-timmars med en TWR Porsche WSC95.

### Orientering
- 4-5 maj - Tiomila avgörs utanför Enköping.[1]
- 22-26 juli - Femdagarsloppet avgörs, med Karlstad som huvudort.[1]

### Schack
- 7 januari - Ulf Andersson, Sverige noterar nytt världsrekord i simultanschack då han spelar 310 partier på Älvsjömässan.[1]
- 18 februari - Ryske schackvärldsmästaren Garri Kasparov besegrar schackdatorn Deep Blue i Philadelhia.[1]
- 23 november - SVT introducerar direktsänt interaktivt schack där tittarna kan spela mot svenske stormästaren Ulf Andersson.[1]

### Segling
- Vid Olympiska sommarspelen 1996 erövrar Bobbie Lohse och Hans Wallén silvermedalj i Starbåt.

### Simning
- 18-21 januari - Svenska mästerskapen i kortbanesimning avgörs i Sundsvall.[1]
- 26-30 juni - Svenska mästerskapen i långbanesimning avgörs i Uppsala.[1]
- Vid Olympiska sommarspelen 1996 erövrar Lars Frölander, Anders Holmertz, Anders Lyrbring och Christer Wallin silvermedalj i lagkapp 4 x 200 m frisim, herrar.
- Vid EM i simning på kort bana uppnås följande svenska resultat:

#### Herrar
- 50 m bröstsim – 1. Patrik Isaksson
- 100 m bröstsim – 2. Patrik Isaksson
- 50 m fjärilsim – 3. Jonas Åkesson

#### Damer
- 50 m bröstsim – 3. Hanna Jaltner
- 50 m fjärilsim – 1. Johanna Sjöberg
- 100 m fjärilsim – 1. Johanna Sjöberg
- 200 m fjärilsim – 2. Johanna Sjöberg
- Lagkapp 4 x 50 m frisim – 2. Sverige  (Johanna Sjöberg, Linda Olofsson, Nelly Jörgensen och Malin Swanström)
- Lagkapp 4 x 50 m medley – 3. Sverige (Nelly Jörgensen, Hanna Jaltner, Johanna Sjöberg och Linda Olofsson)

### Skidor, alpina grenar
- 11-25 januari - Världsmästerskapen avgörs i Sierra Nevada.[1]
- 6-10 mars - Världscupfinalerna avgörs i Lillehammer. Lasse Kjus, Norge vinner herrarnas totalcup medan den på damsidan vinns av Katja Seizinger, Tyskland.[1]

#### Herrar

##### VM
- - Slalom
- 1 Alberto Tomba, Italien
- 2 Mario Reiter, Österrike
- 3 Michael von Grünigen, Schweiz
  - Storslalom
- 1 Alberto Tomba, Italien
- 2 Urs Kälin, Schweiz
- 3 Michael von Grünigen, Schweiz
  - Super G
- 1 Atle Skaardal, Norge
- 2 Patrik Järbyn,Sverige
- 3 Kjetil André Aamodt, Norge
  - Störtlopp
- 1 Patrick Ortlieb, Österrike
- 2 Kristian Ghedina, Italien
- 3 Luc Alphand, Frankrike
  - Kombination
- 1 Marc Girardelli, Luxemburg
- 2 Lasse Kjus, Norge
- 3 Günter Mader, Österrike

##### Världscupen
- Totalsegrare: Lasse Kjus, Norge
- Slalom: Sébastien Amiez, Frankrike
- Storslalom: Michael von Grünigen, Schweiz
- Super G: Atle Skaardal, Norge
- Störtlopp: Luc Alphand, Frankrike
- Kombination: Günter Mader, Österrike

##### SM
- - Slalom vinns av Martin Hansson, Hestra SSK. Lagtävlingen vinns av Piteå Alpina.
  - Storslalom vinns av Fredrik Nyberg, Sundsvalls SLK. Lagtävlingen vinns av Sundsvalls SLK.
  - Super G vinns av Patrik Järbyn, Åre SLK. Lagtävlingen vinns av Åre SLK.
  - Störtlopp vinns av Tobias Hellman, Åre SLK. Lagtävlingen vinns av Åre SLK.
  - Kombination vinns av Johan Wallner, Filipstads SLK. Lagtävlingen vinns av Piteå Alpina.

#### Damer

##### VM
- - Slalom
- 1 Pernilla Wiberg, Sverige
- 2 Patricia Chauvet, Frankrike
- 3 Urška Hrovat, Slovenien
  - Storslalom
- 1 Deborah Compagnoni, Italien
- 2 Karin Roten, Schweiz
- 3 Martina Ertl, Tyskland
  - Super G
- 1 Isolde Kostner, Italien
- 2 Heidi Zurbriggen, Schweiz
- 3 Picabo Street, USA
  - Störtlopp
- 1 Picabo Street, USA
- 2 Katja Seizinger, Tyskland
- 3 Hilary Lindh, USA
  - Kombination
- 1 Pernilla Wiberg, Sverige
- 2 Anita Wachter, Österrike
- 3 Marianne Kjørstad, Norge

##### Världscupen
- Totalsegrare: Katja Seizinger, Tyskland
- Slalom: Elfi Eder, Österrike
- Storslalom: Martina Ertl, Tyskland
- Super G: Katja Seizinger, Tyskland
- Störtlopp: Picabo Street, USA
- Kombination: Anita Wachter, Österrike

##### SM
- - Slalom vinns av Pernilla Wiberg, Norrköpings SLK. Lagtävlingen vinns av Östersund-Frösö SLK.
  - Storslalom vinns av Erika Hansson, Hestra SSK. Lagtävlingen vinns av Östersund-Frösö SLK.
  - Super G vinns av Linda Ydeskog, Rättviks SLK. Lagtävlingen vinns av Östersund-Frösö SLK.
  - Störtlopp vinns av Linda Ydeskog, Rättviks SLK. Lagtävlingen vinns av IFK Mora.
  - Kombination vinns av Linda Ydeskog, Rättviks SLK.

### Skidor, nordiska grenar
- 21-27 januari - Svenska mästerskapen i längdskidåkning avgörs i Umeå.[1]
- 9-10 mars - Svenska skidspelen avgörs i Falun.[1]

#### Herrar

##### Världscupen
- 1 Bjørn Dæhlie, Norge
- 2 Vladimir Smirnov, Kazakstan
- 3 Jari Isometsä, Finland

##### Övrigt
- 3 mars - Håkan Westin, Graningealliansen vinner Vasaloppet.[43]
- Okänt datum – Sixten Jernbergpriset tilldelades Daniel Gideonsson, Åsarnas IK.

##### SM
- 15 km (F) vinns av Vladimir Smirnov, Stockviks SF. Lagtävlingen vinns av Åsarnas IK.
- 30 km (F) vinns av Vladimir Smirnov, Stockviks SF. Lagtävlingen vinns av Åsarnas IK.
- 50 km (K) vinns av Niklas Jonsson, Piteå SGIF. Lagtävlingen vinns av Åsarnas IK.
- Jaktstart (10 km F + 15 km K) vinns av Vladimir Smirnov, Stockviks SF. Lagtävlingen vinns av Åsarnas IK.
- Stafett 3 x 10 km (K) vinns av Åsarnas IK med laget  Morgan Göransson, Daniel Gideonsson och Torgny Mogren .

#### Damer

##### Världscupen
- 1 Manuela Di Centa, Italien
- 2 Jelena Välbe, Ryssland
- 3 Larisa Lazutina, Ryssland

##### SM
- 5 km (K) vinns av Annika Evaldsson, Brunflo IF. Lagtävlingen vinns av Kvarnsvedens SK.
- 15 km (F) vinns av Sara Hugg, Stockviks SF. Lagtävlingen vinns av Stockviks SF.
- 30 km (K) vinns av Kerrin Petty, IFK Mora. Lagtävlingen vinns av Stockviks SF.
- Jaktstart (5 km F + 10 km K) vinns av Karin Öhman, Stockviks SF. Lagtävlingen vinns av Stockviks SF.
- Stafett 3 x 5 km (K) vinns av Kvarnsvedens SK med laget  Karin Säterkvist, Annelie Svensson och Anna Frithioff .

### Skidorientering
- 19-25 februari - Världsmästerskapen avgörs i Lillehammer.[44] Sverige dominerar tävlingarna.[1]

### Skidskytte
- 3-11 februari - Världsmästerskapen avgörs i Ruhpolding.[1]

#### Herrar

##### VM
- Sprint 10 km
  - 1 Vladimir Dratsjov, Ryssland
  - 2 Viktor Majgurov, Ryssland
  - 3 René Catarinussi, Italien
- Distans 20 km
  - 1 Sergej Tarasov, Ryssland
  - 2 Vladimir Dratsjov, Ryssland
  - 3 Vadim Sasjurin, Vitryssland
- Stafett 4 x 7,5 km
  - 1 Ryssland – Viktor Majgurov, Vladimir Dratsjov, Sergej Tarasov & Aleksej Kobeljov
  - 2 Tyskland – Ricco Gross, Peter Sendel, Frank Luck & Sven Fischer
  - 3 Vitryssland – Aleksandr Ajdarev,  Oleg Ryzjenkov, Vadim Sasjurin & Aleksandr Popov
- Lagtävling
  - 1 Vitryssland – Petr Ivasjko,  Oleg Ryzjenkov, Vadim Sasjurin & Aleksandr Popov
  - 2 Ryssland – Viktor Majgurov, Vladimir Dratsjov, Pavel Muslimov & Sergej Rosjkov
  - 3 Italien – René Catarinussi, Pieralberto Carrara, Patrick Favre & Hubert Leitgeb

##### Världscupen
- 1 Vladimir Dratsjov, Ryssland
- 2 Viktor Majgurov, Ryssland
- 3 Sven Fisher, Tyskland

#### Damer

##### VM
- Sprint 7,5 km
  - 1 Olga Romasko, Ryssland
  - 2 Ann-Elen Skjelbrejd, Norge
  - 3 Magdalena Forsberg, Sverige
- Distans 15 km
  - 1 Emmanuelle Claret, Frankrike
  - 2 Olga Melnikj, Ryssland
  - 3 Olena Petrova, Ukraina
- Stafett 4 x 7,5 km
  - 1 Tyskland – Uschi Disl, Simone Greiner-Petter-Memm, Katrin Apel & Petra Behle
  - 2 Frankrike – Corinne Niogret, Florence Baverel-Robert, Emmanuelle Claret & Anne Briand
  - 3 Ukraina – Tatjana Vodopjanova, Valentina Nessina, Olena Petrova & Olena Zubrilova
- Lagtävling
  - 1 Tyskland – Uschi Disl, Simone Greiner-Petter-Memm, Katrin Apel & Petra Behle
  - 2 Ukraina – Tatjana Vodopjanova, Nina Lemesj, Olena Petrova & Olena Zubrilova
  - 3 Frankrike – Corinne Niogret, Florence Baverel-Robert, Emmanuelle Claret & Anne Briand

##### Världscupen
- 1 Emmanuelle Claret, Frankrike
- 2 Uschi Disl, Tyskland
- 3 Petra Behle, Tyskland

### Tennis

#### Herrar
- 14 juli - Magnus Gustafsson, Sverige vinner Swedish Open genom att finalslå Andrej Medvedev, Ukraina med 2-0 i set.[1]
- 4-10 november - Thomas Enqvist, Sverige vinner Swedish Open genom att finalslå Todd Martin, USA med 2-0 i set.[1]
- 18-24 november - Pete Sampras, USA vinner ATP Tour World Championships för herrar i Hannover genom att finalslå Boris Becker, Tyskland med 3-2 i set.[1]
- 3-8 december - Boris Becker, Tyskland vinner Gramd Slam Cup i München genom att finalslå Goran Ivanišević, Kroatien med 3-0 i set.[1]

##### Tennisens Grand Slam
- 28 januari - Boris Becker, Tyskland vinner Australiska öppna i Melbourne genom att finalslå Michael Chang, USA med 3-1 i set.[1]
- 9 juni - Jevgenij Kafelnikov, Ryssland vinner Franska öppna i Paris genom att finalslå Michael Stich, Tyskland med 3-0 i set.[1]
- 7 juli - Richard Krajicek, Nederländerna vinner Wimbledonmästerskapen genom att finalslå Mali-Vai Washington, USA med 3-0 i set.[1]
- 9 september - Pete Sampras, USA vinner US Open genom att finalslå Michael Chang, USA med 3-0 i set.[1]

##### Davis Cup
- 1 december - Davis Cup: Frankrike finalbesegrar Sverige med 3-2 i Malmö.[45]

#### Damer

##### Tennisens Grand Slam
- Australiska öppna - Monica Seles, Jugoslavien
- Franska öppna - Steffi Graf, Tyskland
- Wimbledon - Steffi Graf, Tyskland
- US Open - Steffi Graf, Tyskland
- 29 september - USA vinner Fed Cup genom att finalbesegra Spanien med 5-0 i Valencia.[46]

### Volleyboll
- 3 augusti - Kuba vinner den olympiska damturneringen i Atlanta genom att finalbesegra Kina med 3-1.[47]
- 4 augusti - Nederländerna vinner den olympiska herrturneringen i Atlanta genom att finalbesegra Italien med 3-1.[48]

## Evenemang
- Olympiska sommarspelen 1996 äger rum 19 juli - 4 augusti i Atlanta, USA
- VM på cykel anordnas i Lugano,  Schweiz
- VM i curling för damer anordnas i Hamilton, Ontario, Kanada
- VM i curling för herrar anordnas i Hamilton, Ontario, Kanada
- VM i innebandy anordnas i Skellefteå, Uppsala och Stockholm, Sverige
- VM i ishockey anordnas i Wien, Österrike
- VM i konståkning anordnas i Edmonton, Kanada
- VM på skidor, alpina grenar anordnas i Sierra Nevada, Spanien.
- VM i skidskytte anordnas i Ruhpolding, Tyskland
- EM i bordtennis anordnas i Bratislava, Slovakien
- EM i handboll anordnas i Ciudad Real och Sevilla, Spanien.
- EM i konståkning anordnas i Sofia, Bulgarien
- EM i simning på kort bana anordnas i Riesa, Tyskland

## Födda
- 19 april – Eyðbjørn Joensen, färöisk simmare.
- 29 maj – Stanley Johnson, amerikansk basketspelare.
- 2 augusti – Simone Manuel, amerikansk simmare.
- 8 oktober – Sara Takanashi, japansk backhoppare.
- 24 november – Louise Hansson, svensk simmare.
- 4 december – Diogo Jota, portugisisk fotbollsspelare.

## Avlidna
- 21 februari – Rune Börjesson, 58, svensk fotbollsspelare.[1]
- 23 februari – Helmut Schön, 80, tysk fotbollstränare.
- 4 april – Barney Ewell, 78, amerikansk friidrottare.
- 19 juni – Edvin Wide, 100, svensk friidrottare.[1]
- 13 september – Håkan Sundin, 54, svensk bandyspelare och idrottsledare.[1]
- 12 oktober – René Lacoste, 92, fransk tennisspelare.
- 26 december – Olle Tandberg, 78, svensk boxare.[1]
- 16 december – Sven Bergqvist, 82, svensk idrottare.[1]

### Fotnoter
1. 1 2 3 4 5 6 7 8 9 10 11 12 13 14 15 16 17 18 19 20 21 22 23 24 25 26 27 28 29 30 31 32 33 34 35 36 37 38 39 40 41 42 43 44 45 46 47 48 49 50 51 52 53 54 55 56 57 58 59 60 61 62 63 64 65 66 67 68 69 70 71 72 73 74 75 76 77 78 79 80 81 82 83 84 85   Horisont 1996. Bertmarks
2. ↑  Erik Jonsson (16 mars 1996). ”1990–1999”. Svenska Bandyförbundet. Arkiverad från originalet den 17 mars 2020. https://web.archive.org/web/20200317214705/https://www.svenskbandy.se/BANDYFINALEN/HISTORIK/Svenskamastare/Damer/1990-1999. Läst 18 mars 2020.
3. ↑  Erik Jonsson (17 mars 1996). ”1990–1999”. Svenska Bandyförbundet. https://www.svenskbandy.se/BANDYFINALEN/HISTORIK/Svenskamastare/Herrar/1990-1999/. Läst 18 mars 2020.
4. ↑  ”Västerås Sportklubbs SM-finaler i bandy”. VSK Forum. http://www.vskforum.com/vsk.nu/SM-finallag.html. Läst 21 juli 2011.
5. ↑  ”World Cup 1996” (på engelskahämtdatum=20 augusti 2011). Bandysidan. http://www.bandysidan.nu/event.php?EVID=129.
6. ↑  ”1996 World Series” (på engelska). Baseball-Reference.com. http://www.baseball-reference.com/postseason/1996_WS.shtml. Läst 25 juni 2015.
7. ↑  ”Basketball Reference”. http://www.basketball-reference.com/leagues/NBA_1997_games.html. Läst 25 augusti 2011.
8. ↑  ”Sport Statistics”. Arkiverad från originalet den 11 mars 2012. https://web.archive.org/web/20120311215538/http://www.todor66.com/basketball/Olympic/Men_1996.html. Läst 23 augusti 2011.
9. ↑  ”Sport Statistics”. http://todor66.com/basketball/Olympic/Women_1996.html. Läst 23 augusti 2011.
10. ↑  ”African Nations Cup 1996” (på engelska). RSSSF. http://www.rsssf.com/tables/96a.html. Läst 16 augusti 2011.
11. 1 2 3  ”RSSSF” (på engelska). RSSSF. http://www.rsssf.com/ec/ec199596.html. Läst 16 augusti 2011.
12. ↑  ”England FA Challenge Cup 1995-1996” (på engelska). RSSSF. http://www.rsssf.com/tablese/engcup1996.html. Läst 19 augusti 2012.
13. ↑  Jimmy Lindahl (3 juli 2005). ”Svenska cupen – finalmatcher”. Bolletinen. http://www.bolletinen.se/sfs/pdf/stat_h_allsvens_1941_2005_stat_herr_cupen_finalmatcher.pdf. Läst 21 augusti 2012.
14. ↑  ”European Championship 1996” (på engelska). RSSSF. http://www.rsssf.com/tables/96e.html. Läst 12 augusti 2011.
15. ↑  ”Games of the XXVI. Olympiad Women Football Tournament” (på engelska). RSSSF. http://www.rsssf.com/tableso/ol1996f-women.html. Läst 16 augusti 2011.
16. ↑  ”Games of the XXVI. Olympiad Football Tournament” (på engelska). RSSSF. http://www.rsssf.com/tableso/ol1996f.html. Läst 12 augusti 2011.
17. ↑  Jimmy Lindahl (3 juli 2005). ”Svenska cupen för damer”. Bolletinen. http://www.bolletinen.se/sfs/pdf/stat_d_lanslag_19981_2005_sv_cup_damer.pdf. Läst 21 augusti 2012.
18. ↑  ”Andorra - List of International Matches” (på engelska). RSSSF. http://www.rsssf.com/tablesa/ando-intres.html. Läst 20 augusti 2011.
19. ↑  ”Asian Nations Cup 1996” (på engelska). RSSSF. http://www.rsssf.com/tables/96asch.html. Läst 16 augusti 2011.
20. ↑  ”1990” (på portugisiska). Sylvesterloppet. Arkiverad från originalet den 1 mars 2014. https://web.archive.org/web/20140301032551/http://www.saosilvestre.com.br/1990. Läst 19 augusti 2012.
21. ↑  ”Boston Marathon”. Arkiverad från originalet den 27 april 2015. https://web.archive.org/web/20150427035419/http://www.baa.org/races/boston-marathon/boston-marathon-history/past-champions/past-mens-open-champions.aspx. Läst 9 april 2011.
22. ↑  ”Boston Marathon”. Arkiverad från originalet den 7 mars 2012. https://web.archive.org/web/20120307073943/http://www.baa.org/races/boston-marathon/boston-marathon-history/past-champions/past-womens-open-champions.aspx. Läst 9 april 2011.
23. ↑  ”Men Handball World Cup 1996 Sweden - 09-14.01 Winner Sweden” (på engelska). Sport Statistics. Arkiverad från originalet den 24 augusti 2011. https://web.archive.org/web/20110824170642/http://www.todor66.com/handball/World_Cup/Men_1996.html. Läst 26 augusti 2012.
24. ↑  ”Sport Statistics”. Arkiverad från originalet den 19 juni 2011. https://web.archive.org/web/20110619224041/http://todor66.com/handball/Europe/Men_1996.html. Läst 23 augusti 2011.
25. ↑  ”Sport Statistics”. Arkiverad från originalet den 24 augusti 2011. https://web.archive.org/web/20110824170115/http://www.todor66.com/handball/Olympic/Women_1996.html. Läst 23 augusti 2011.
26. ↑  ”Sport Statistics”. Arkiverad från originalet den 24 augusti 2011. https://web.archive.org/web/20110824170407/http://www.todor66.com/handball/Olympic/Men_1996.html. Läst 23 augusti 2011.
27. ↑  ”Sport Statistics”. Arkiverad från originalet den 24 augusti 2011. https://web.archive.org/web/20110824150654/http://www.todor66.com/handball/Europe/Women_1996.html. Läst 23 augusti 2011.
28. ↑  ”SM-slutspel damer 1995/96”. Svenska Innebandyförbundet. Arkiverad från originalet den 15 december 2011. https://web.archive.org/web/20111215202234/http://www.innebandy.se/sv/StatistikHistorik/Statistik-och-rekord-damer-elit/SM-slutspel-genom-tiderna-damer1/199596/. Läst 22 augusti 2011.
29. ↑  ”SM-slutspel herrar 1995/96”. Svenska Innebandyförbundet. Arkiverad från originalet den 15 december 2011. https://web.archive.org/web/20111215203132/http://www.innebandy.se/sv/StatistikHistorik/Statistik-och-rekord-herrar-elit/SM-slutspel-genom-tiderna-herrar1/199596/. Läst 22 augusti 2011.
30. ↑  ”Datum i innebandyhistorien”. Svenska Innebandyförbundet. Arkiverad från originalet den 15 maj 2021. https://web.archive.org/web/20210515132333/https://epiadmin.innebandy.se/sv/StatistikHistorik/Datum-i-innebandyhistorien/. Läst 22 augusti 2011.
31. ↑  ”Championnat du monde 1996 des moins de 20 ans” (på franska). Hockey Archives. https://www.hockeyarchives.info/U-20_1996.htm. Läst 9 september 2012.
32. ↑  ”Matches internationaux 1995/96” (på franska). Hockey Archives. 11 februari 1996. https://www.hockeyarchives.info/inter1996.htm. Läst 20 augusti 2012.
33. ↑  ”Championnats d'Europe féminins 1996” (på franska). Hockey Archives. 29 mars 1996. https://www.hockeyarchives.info/eurofem1996.htm. Läst 15 augusti 2011.
34. ↑  ”Championnats du Pacifique féminins 1996” (på franska). Hockey Archives. 6 april 1996. https://www.hockeyarchives.info/pacifiquefem1996.htm. Läst 9 september 2012.
35. ↑  ”Championnat de Suède 1995/96” (på franska). Hockey Archives. 6 april 1996. https://www.hockeyarchives.info/Suede1996.htm. Läst 15 augusti 2011.
36. ↑  ”Singapore” (på engelska). International Ice Hockey Federation. 2 maj 1996. https://www.iihf.com/en/associations/1364/singapore. Läst 21 augusti 2011.
37. ↑  ”Championnats du monde 1996” (på franska). Championnats du monde 1996. 5 maj 1996. https://www.hockeyarchives.info/mondial1996.htm. Läst 15 augusti 2011.
38. ↑  ”NHL 1995/96” (på franska). Hockey Archives. 10 juni 1996. https://www.hockeyarchives.info/NHL1996.htm. Läst 9 september 2012.
39. ↑  ”Coupe du monde 1996” (på franska). Hockey Archives. 14 september 1996. https://www.hockeyarchives.info/Coupedumonde1996.htm. Läst 15 augusti 2011.
40. ↑  ”Ireland” (på engelska). International Ice Hockey Federation. 26 september 1996. https://www.iihf.com/en/associations/353/ireland. Läst 21 augusti 2011.
41. 1 2  ”Matches internationaux 1996/97” (på franska). Hockey Archives. 3 juli 1996. https://www.hockeyarchives.info/inter1997.htm. Läst 20 augusti 2012.
42. ↑  ”Coupe d'Europe 1996/97” (på franska). Hockey Archives. 30 december 1996. https://www.hockeyarchives.info/Europe1997.htm. Läst 9 september 2012.
43. ↑  ”Historiska segrare”. Vasaloppet. Arkiverad från originalet den 22 mars 2020. https://web.archive.org/web/20200322121012/https://www.vasaloppet.se/wp-content/uploads/sites/1/2019/09/historiska_segrare_vasaloppet_sve_2019-09-18.pdf. Läst 5 september 2011.
44. ↑  ”World Ski Orienteering Championships 1996” (på engelska). http://orienteering.org/events/?event_id=124. Läst 9 september 2012.
45. ↑  ”Davis Cup”. http://www.daviscup.com/en/results/tie/details.aspx?tieId=10003567. Läst 20 augusti 2011.
46. ↑  ”Fed Cup”. Arkiverad från originalet den 11 augusti 2014. https://web.archive.org/web/20140811035842/http://www.fedcup.com/en/history/champions.aspx. Läst 21 augusti 2011.
47. ↑  ”Sport Statistics”. Arkiverad från originalet den 20 januari 2012. https://web.archive.org/web/20120120185517/http://todor66.com/volleyball/Olympics/Women_1996.html. Läst 24 augusti 2011.
48. ↑  ”Sport Statistics”. Arkiverad från originalet den 26 juni 2015. https://web.archive.org/web/20150626142627/http://todor66.com/volleyball/Olympics/Men_1996.html. Läst 24 augusti 2011.